# Claiborne Pell
Claiborne Pell (New York, 1918. november 22. – Newport, 2009. január 1.) az Amerikai Egyesült Államok szenátora (Rhode Island, 1961–1997).